# Иванов, Иван Михайлович (полковник)
Иван Михайлович Иванов (12 февраля 1896 года, дер. Княжицы, Соседненская волость, Лужский уезд, Санкт-Петербургская губерния — 11 июля 1941 года, дер. Мараморка, Псковский район, Псковская область) — советский военный деятель, полковник (1939 год).

## Начальная биография
Иван Михайлович Иванов родился 12 февраля 1896 года в деревне Княжицы ныне Струго-Красненского района Псковской области в бедной крестьянской семье.
Отучился три класса в церковно-приходской школе. Работал с 8 лет, пас скот.

## Военная служба

### Первая мировая и гражданская войны
В августе 1915 года призван в ряды Русской императорской армии и направлен в 1-й запасной пехотный полк, дислоцированный в Петрограде, где по окончании учебной команды с 1916 года служил в чине унтер-офицера. После Февральской революции был направлен в Каспийский 148-й пехотный полк (37-я пехотная дивизия, Юго-Западный фронт), в составе которого в чине старшего унтер-офицера принимал участие в боевых действиях на Карпатах. Избирался председателем полкового комитета, а после введения выборных должностей — полуротным командиром и помощником командира батальона. В период с декабря 1917 по май 1918 года был членом ликвидационной комиссии полка.
В июле 1918 года призван в ряды РККА и направлен в 1-й пехотный полк Петроградского района, в октябре того же года вместе с 1-м маршевым полком был направлен на Северный фронт, где принимал участие в боевых действиях против войск интервентов на реке Онега, а затем обозерском и кочмас-кодымском направлениях. В начале 1919 года полк был направлен в район Токсово (ныне Всеволожский район, Ленинградская область), а затем — в район Гатчины, после чего в составе 2-й бригады (2-я стрелковая дивизия) принимал участие в боевых действиях против войск под командованием Н. Н. Юденича.
Весной 1920 года И. М. Иванов был ранен и после излечения в июле направлен на учёбу на 13-е Вятские пехотные командные курсы, а в декабре того же года переведён на 56-е Черниговские пехотные курсы, после окончания которых оставлен на курсах с назначением на должность командира взвода и вскоре принимал участие в боевых действиях против войск под командованием Ю. Тютюнника. За боевые отличия Иванов в ноябре 1921 года был награждён револьвером системы Нагана с надписью «Красному герою т. Иванову от губисполкома Черниговщины».

### Межвоенное время
В августе 1922 года направлен на учёбу в Высшую военно-педагогическую школу, однако уже в ноябре того же года был переведён в 8-ю Петроградскую пехотную школу, после окончания которой в сентябре 1924 года откомандирован в 21-ю Тифлисскую пехотную школу, где служил на должностях командира взвода и командира роты.
В январе 1927 года назначен на должность казначея-квартирмейстера в Ленинградской военно-топографической школе, а в марте того же года направлен в 1-ю Ленинградскую пехотную школу, где служил на должностях курсового командира, командира роты и батальона.
В апреле 1932 год назначен на должность командира дислоцированного в Токсово 17-го пулемётного батальона в составе 24-го управления начальника работ Ленинградского военного округа, в апреле 1936 года — на должность командира 269-го стрелкового полка (90-я стрелковая дивизия), а в марте 1939 года — на должность помощника командира 24-й стрелковой дивизии, после чего принимал участие в боевых действиях в ходе Советско-финской войны.
В июле 1940 года назначен на должность командира 111-й стрелковой дивизии, дислоцированной в Вологде (Архангельский военный округ).

### Великая Отечественная война
С началом войны дивизия была передислоцирована во Псковскую область в район города Остров, северо-западнее которого и заняла оборону к 4 июля, однако из-за наступления превосходящих сил противника 111-й дивизии пришлось отступать по направлению на Лугу.
11 июля 1941 года полковник Иван Михайлович Иванов в районе деревни Мараморка (Псковский район, Псковская область) был убит.
Благодаря преподавателю Строительного техникума Пскова Николаю Семёновичу Бабурину и его ученикам найдены останки И. М. Иванова и 40 бойцов. Останки перезахоронили в братскую могилу и сейчас в той деревне стоит обелиск с надписью: «Здесь похоронены командир 111-й стрелковой дивизии полковник И. М. Иванов и 40 солдат, сержантов и офицеров, погибших в боях с немецко-фашистскими захватчиками в период Великой Отечественной войны в 1941 году».
Сейчас хранителем памяти является Краеведческий музей в посёлке Струги Красные. Большую работу ведет краеведческий отдел Псковской научной библиотеки и совместно с бойцами 76-й ДШД осуществляются поездки в деревню Мараморка.

## Семья
Родители (отец — Михаил Иванович, мать — Варвара Павловна). У Ивана Михайловича было три брата и три сестры. Два старших брата умерли после революции от туберкулеза. Брат Ефрем пережил ВОВ.
Жена — Серафима Васильевна, домохозяйка, имел двух сыновей и дочь.

## Награды
- Орден Красной Звезды;
- Юбилейная медаль «XX лет Рабоче-Крестьянской Красной Армии»;
- Наградное оружие (наган).